# Henry Perry (Boxer, 1934)
Henry Perry (* 2. Dezember 1934 in Dublin; † 22. Januar 2021 ebenda) war ein irischer Boxer.

## Biografie
Henry Perry, der für den British Railways Boxing Club startete, nahm an den Olympischen Sommerspielen 1956 in Melbourne im Halbweltergewichtsturnier teil. Er wurde Neunter im Endklassement. Bei den Boxeuropameisterschaften 1959 gewann er im Weltergewicht die Bronzemedaille und nahm ein Jahr später erneut an den Olympischen Spielen teil. Im Weltergewichtsturnier belegte er Rang 17.
Perry gewann in den 1950er Jahren neun irische Meistertitel in vier verschiedenen Gewichtsklassen. 2007 wurde er in die Hall of Fame des irischen Boxsports aufgenommen.